# BMW na dirkah 24 ur Daytone
24 ur Daytone je vzdržljivostna avtomobilistična dirka, ki poteka od l.1962 na dirkališču Daytona International Speedway v ameriškem mestu Daytona Beach, ZDA. Večkrat je bila del svetovnega prvenstva športnih dirkalnikov.
- Sezona 1976:

BMW je nastopil z dirkalnikom BMW 3.0 CSL in ekipo BMW of North America z dirkači Petrom Greggom, Johnom Fitzpatrickom in Brianom Redmanom, ki so na dirki zmagali v skupni razvrstitvi. V 24 urah so prevozili 3368,035 kilometra.